# NGC 4622
NGC 4622 é uma galáxia espiral (Sa) localizada na direcção da constelação de Centaurus. Possui uma declinação de -40° 44' 38" e uma ascensão recta de 12 horas, 42 minutos e 37,6 segundos.
A galáxia NGC 4622 foi descoberta em 5 de Junho de 1834 por John Herschel.